# Ищук, Станислав Иванович
Станислав Иванович Ищук (1927—1994) — советский передовик производства в машиностроительной промышленности. Герой Социалистического Труда (1971).

## Биография
Родился 24 февраля 1927 года в селе Малая Пятигорка Андрушёвского района Житомирской области в крестьянской семье.
Окончил 6 классов сельской школы. С 1941 года в период начала Великой Отечественной войны и фашистской оккупации работал в сельской общине.
С ноябре 1941 года С. И. Ищук был призван в ряды РККА, военную подготовку проходил в запасном стрелковом полку. С 1945 года проходил службу в частях морской пехоты Черноморского флота.
С 1951 года после демобилизации из рядов Советской армии, приехал в город Сталино и устроился учеником слесаря, с 1951 года назначен — слесарем-лекальщиком на Донецком заводе точного машиностроения. В 1955 году получил начальное образование окончив Школу рабочей молодёжи.
28 июля 1966 года Указом Президиума Верховного Совета СССР «за отличие в труде и создание новых образцов спецтехники» С. И. Ищук был награждён Орденом Ленина.
26 апреля 1971 года «закрытым» Указом Президиума Верховного Совета СССР «за выдающиеся заслуги в выполнении заданий пятилетнего плана» Станислав Иванович Ищук был удостоен звания Героя Социалистического Труда с вручением Ордена Ленина и золотой медали «Серп и Молот».
С 1985 году С. И. Ищук по состоянию здоровья переведён на должность мастера.
С 1987 года — пенсионер союзного значения.
Жил в городе Донецк. Умер 14 июля 1994 года.

## Награды
- Медаль «Серп и Молот» (26.04.1971)
- Орден Ленина (28.07.1966, 26.04.1971)
- Медаль «Ветеран труда»